# Centennial Bank Stadium
O Centennial Bank Stadium é um estádio localizado em Jonesboro, Arkansas, Estados Unidos, possui capacidade total para 30.406 pessoas, é a casa do time de futebol americano universitário Arkansas State Red Wolves football da Universidade Estadual do Arkansas. O estádio foi inaugurado em 1974.